# 中村佳永子
中村 佳永子（なかむら かなこ、1909年（明治42年）9月1日 - 1987年（昭和62年））は、日本のピアニスト。元徳島文理大学音楽学部教授。

## 生涯
徳島県徳島市出身。
1931年（昭和6年）に東京音楽学校（現：東京芸術大学音楽学部）のピアノ専攻を卒業。卒業の際、二条厚基賞を受賞。
大学卒業後は徳島女子短期大学部音楽科（現：徳島文理大学短期大学部音楽科）の講師となり、後に徳島女子大学音楽学部（現：徳島文理大学音楽学部）の教授に就任する。
第二次世界大戦後の徳島県内のピアノ教育に尽力し、東京芸術大学・桐朋学園大学・神戸女学院大学・大阪音楽大学などの大学にピアニストを輩出した。また門下生に相愛大学名誉教授の片岡みどりなどがいる。
1987年（昭和62年）、死去。

## 受賞
- 1987年 - 二条厚基賞（東京音楽学校）